# Високогорний (смт)
Високого́рний (рос. Высокогорный) — селище міського типу у складі Ванінського району Хабаровського краю, Росія. Адміністративний центр Високогорненського міського поселення.

## Географія
Розташований у гірській місцевості Сіхоте-Аліню (на висоті близько 450 метрів), у 140 кілометрах на північний захід від районного центру Ваніно, на березі річки Мулі. Залізнична станція на лінії Комсомольськ-на-Амурі — Совєтська Гавань .

## Історія
Селище Високогірний засноване в жовтні 1943 року як станція Мулі Управління будівництва, а 8 січня 1947 року постановою Ради Міністрів СРСР станція спільно із залізничною лінією Комсомольськ-на-Амурі — Совєтська Гавань була включена до складу Далекосхідної залізниці і передана з Приморського краю в Хабаровський. У 1949 році відповідно до постанов Президії Верховної Ради РРФСР і Виконавчого комітету Совєтсько-Гаванської районної ради на станції Мулі був утворений Виконавчий комітет і селищна Рада, а станція отримала статус робітничого селища Мулі, яке входило в приміську зону міста Совєтська Гавань. 10 червня 1955 року робітниче селище Мулі було перейменовано на робітниче селище Високогірний. У 1972 році, після утворення Ванінського району, селище було включено до його складу.

## Населення
Населення — 3376 осіб (2010; 4044 у 2002).
| 1959  | 1970  | 1979  | 1989  | 2000  | 2002  | 2009  |
| ----- | ----- | ----- | ----- | ----- | ----- | ----- |
| 7561  | ↘4935 | ↘4394 | ↘4244 | ↘4100 | ↘4044 | ↘3841 |
| 2010  | 2011  | 2012  | 2013  | 2014  | 2015  | 2016  |
| ↘3376 | ↘3363 | ↘3323 | ↘3159 | ↗3167 | ↘3151 | ↘3105 |
| 2017  | 2018  | 2019  | 2020  |       |       |       |
| ↘3055 | ↘2974 | ↘2875 | ↘2812 |       |       |       |

## Господарство

### Промисловість
- На території Високогорненського міського поселення розташований ряд залізничних підприємств, такі як: локомотивне депо ТЧ-10, дистанція сигналізації та зв'язку ШЧ-10, дистанція цивільних споруд НГЧ-8, дистанція водопостачання ВоДч-4, дистанція колії ПЧ-18, дистанція енергопостачання ЕЧ- 5, відновлювальний поїзд ВП-413, пожежний поїзд (ВОХР), залізнична станція Високогірна 2 класу.
- Лісова галузь Високогорненського міського поселення представлена лісозаготівельними підприємствами ЛЗУ СП «Аркаим».

### Освіта і культура
Загальна чисельність працівників галузі культури на території поселення становить — 26,5 одиниць.
Діяльність Будинку культури смт Високогірний спрямована на забезпечення культурно-масовими і дозвільними послугами населення робітничого поселення. У Будинку культури стабільно працюють 25 клубних формувань творчої спрямованості, які відвідують 392 людини. З них 14 формувань для дітей до 14 років (245 учасників).
У селищі функціонує два загальноосвітніх заклади: середня освітня школа на 920 учнів, фактично навчається 387 учнів, і дитячий сад, який відвідують 110 дітей. Діє МОУ ДОД «Дитяча школа мистецтв», розташована в будівлі житлового будинку.
У Високогорненському міському поселенні є бібліотека-філія № 5 МУ «ЦБС», приміщення знаходиться у селищному Будинку Культури. Діяльність з організації культурно-дозвіллєвих заходів здійснює філія МУ «Районний будинок культури» — Будинок культури с. Високогорний.

### Охорона здоров'я
Медичне обслуговування населення здійснюється крайовою державною бюджетною установою охорони здоров'я «Ванінська центральна районна лікарня» МОЗ ХК (філія Високогорненського міського поселення). При філії є цілодобовий стаціонар на 6 ліжок (для надання екстреної медичної допомоги), поліклінічне відділення на 100 відвідувань в зміну, цілодобовий пост відділення швидкої та невідкладної медичної допомоги (1 виїзна бригада ШМД в зміну).

## Зв'язок
У селищі є прийомопередавальний комплекс, який приймає чотири телеканали — Перший канал, Росія-1, НТВ, Перше крайове телебачення. Є поштовий зв'язок, станція АТС на 200 номерів.
У селищі було запущено цифрове телебачення, що містить в своєму наборі 8 каналів, також є телефонний зв'язок і доступ в інтернет. Крім того, жителі поселення користуються послугами стільникового зв'язку (Beeline, Мегафон, МТС). Всі три оператори працюють в новому стандарті 3G. З 2017 року «МТС» запустив 4G.

## Галерея

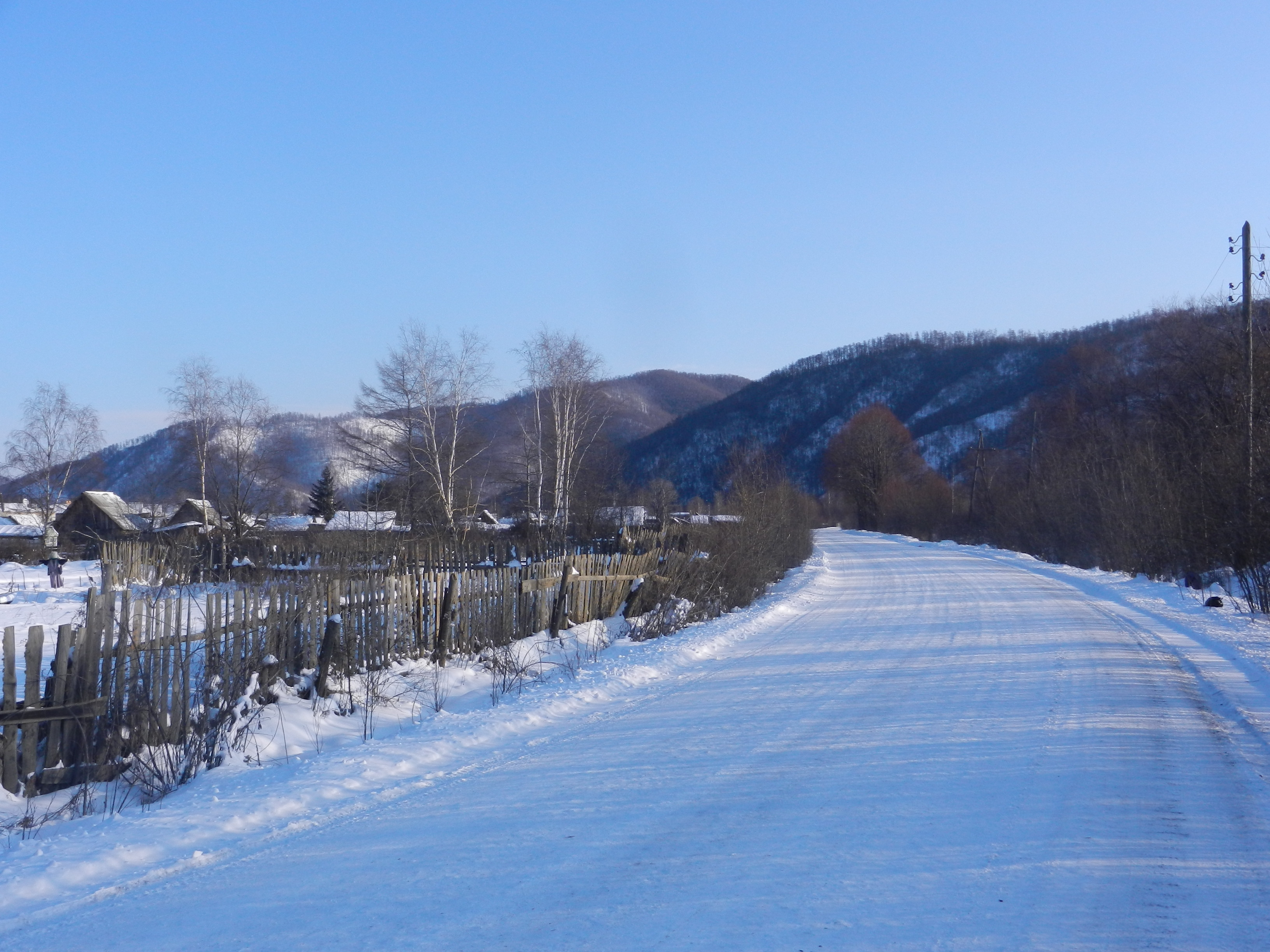
Об'їзна вулиця взимку
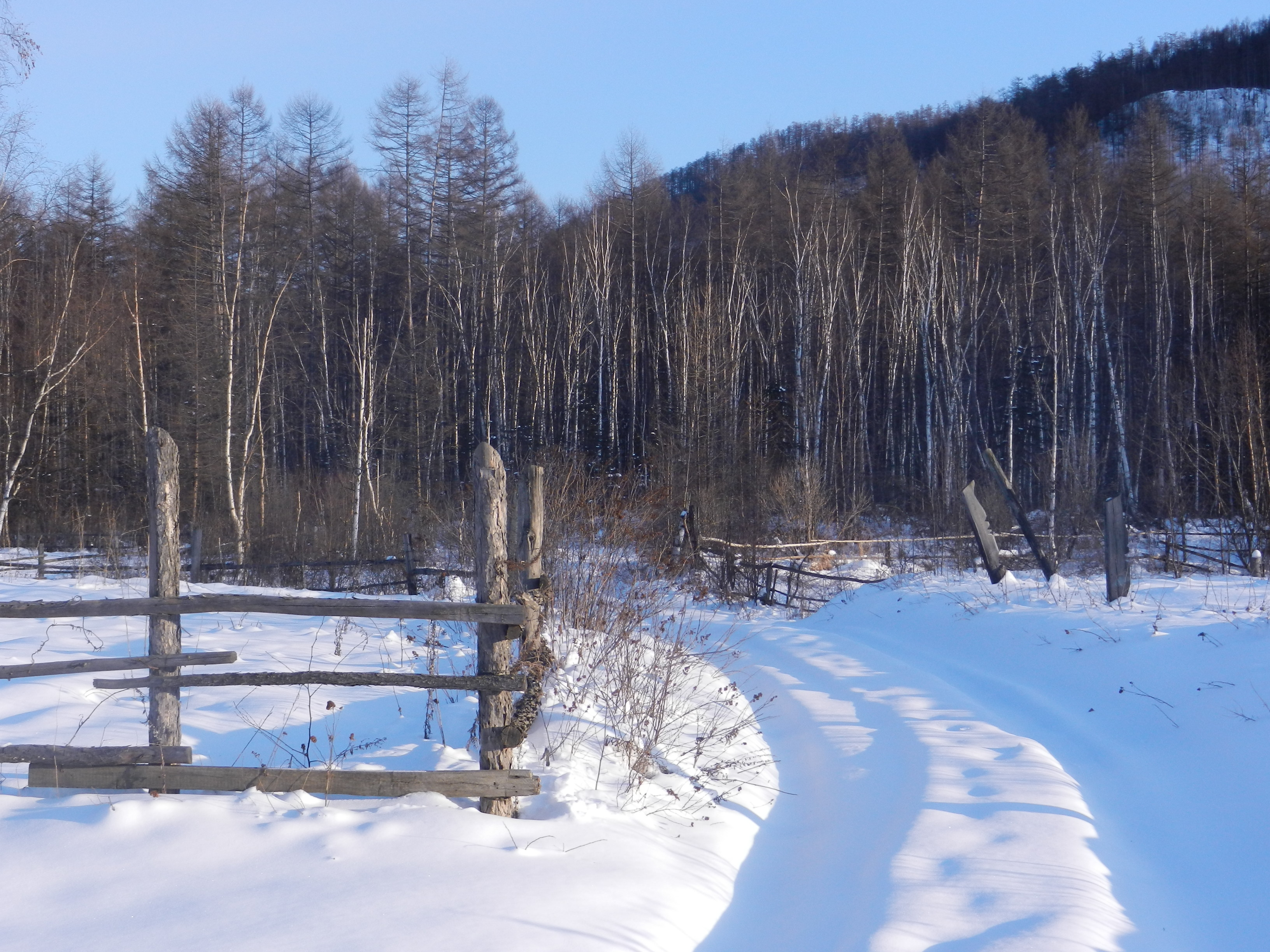
Околиці селища взимку